# Wahlen in Grenada 1961
Die Allgemeinen Wahlen in Grenada 1961 (General elections) wurden am 27. März 1961 im karibischen Inselstaat Grenada abgehalten. Eric Gairys Grenada United Labour Party gewann acht der zehn Sitze, seine Frau Cynthia Gairy wurde die erste Frau, die in das Parlament gewählt wurde. George E.D. Clyne von der GULP wurde Chief Minister und diente von März bis August 1961, als nach einer direkten Intervention der Britischen Regierung Gairys politischer Bann frühzeitig aufgehoben wurde und Clyne zurücktrat um Gairy die Rückkehr in einer Nachwahl zu ermöglichen. Und der wurde daraufhin Chief Minister. Die Wahlbeteiligung lag bei 55,5 %.

## Hintergrund
Nach der Einführung der neuen Verfassung am 21. Dezember 1959 wurde dem Chief Minister und der Mehrheitspartei im Legislative Council echte Regierungsautorität verliehen. Herbert Blaize wurde am 1. Januar 1960 zum ersten Chief Minister ernannt, als die Bestimmungen des Legislative Council in Kraft traten. Die Verfassung sah vor, dass bei den nächsten Wahlen das Parlament aus zehn gewählten Mitgliedern und zwei ernannten Mitgliedern bestehen sollte. Die Queen Elisabeth II. wurde durch einen Administrator mit reduzierten Kompetenzen vertreten. Grenadas Administrator zu der Zeit war James Monteith Lloyd, ein Jamaikaner.
Gairy, der Parteiführer der GULP, war wegen einer Störung einer politischen Veranstaltung eines Gegners für fünf Jahre aus dem politischen Leben ausgeschlossen worden. Er hatte am 28. Oktober 1957 eine Steelband durch die Kundgebung hindurchgeführt. Somit war er 1961 nicht wählbar. Der Administrator James Lloyd ließ auch nicht zu, den Bann früher aufzuheben.

## Ergebnisse
|                                   |                                   |         |       |       |      |  |  |  |  |
| Partei                            | Partei                            | Stimmen | %     | Sitze | +/-  |  |  |  |  |
|                                   | Grenada United Labour Party       | 11.606  | 53,35 | 8     | ▲ +6 |  |  |  |  |
|                                   | Grenada National Party            | 5.802   | 26,67 | 2     |      |  |  |  |  |
|                                   | People’s Democratic Movement      | 3.371   | 15,50 | 0     | ▼ -2 |  |  |  |  |
|                                   | Unabhängige                       | 975     | 4,48  | 0     |      |  |  |  |  |
|                                   |                                   |         |       |       |      |  |  |  |  |
| Gültige Stimmen                   | Gültige Stimmen                   | 21.754  | 95,43 |       |      |  |  |  |  |
| Ungültige Stimmen                 | Ungültige Stimmen                 | 1.041   | 4,57  |       |      |  |  |  |  |
| Gesamt                            | Gesamt                            | 22.795  | 100   | 10    | ▲ +2 |  |  |  |  |
| Nichtwähler                       | Nichtwähler                       | 18.287  | 44,51 |       |      |  |  |  |  |
| Wahlberechtigte / Wahlbeteiligung | Wahlberechtigte / Wahlbeteiligung | 41.082  | 55,49 |       |      |  |  |  |  |